# Lesueurigobius friesii
Lesueurigobius friesii es una especie de peces de la familia de los Gobiidae en el orden de los Perciformes.

## Morfología
Los machos pueden llegar a alcanzar los 13 cm de longitud total.

## Alimentación
Come poliquetos, pequeños crustáceos y moluscos.

## Depredadores
Es depredado por Trachurus mediterraneus .

## Hábitat
Es un pez de mar y, de clima subtropical y demersal que vive entre 10-130 m de profundidad.

## Distribución geográfica
Se encuentra en el Atlántico oriental (Mauritania y desde la península ibérica hasta Skagerrak y Kattegat) y el Mediterráneo (Mar de Mármara ).

## Costumbres
Se encuentra a menudo asociado con el  crustáceo decápodo  Nephrops norvegicus .

## Observaciones
Es inofensivo para los humanos. 